# Wind Climbing
『Wind Climbing』（ウインド・クライミング）は、1995年3月25日にワーナーミュージック・ジャパンからリリースされた、奥井亜紀のセカンドアルバム。

## 解説
- テレビアニメーション『魔法陣グルグル』のエンディングテーマとして「Wind Climbing 〜風にあそばれて〜」がスマッシュヒットしたこともあり、「〜風にあそばれて〜」部分をなくした"Wind Climbing"が本アルバムのタイトルとなった。
- このアルバムの中心となるテーマは「風」である。
- 現在では生産中止になっているため、入手するのが困難な作品である。

## キャッチコピー
なし

## 収録曲
1. Speed of Love
2. 泣くもんか
3. Win Win Wind
4. 夏予報
5. 風になりたい
6. あしかになってしまいたい
シングル「泣くもんか」のカップリング曲。
7. フィーヨルディー（北の港に住む精霊）
8. Wind Climbing～風にあそばれて～(Album Version)
9. 愛はかける
シングル「Wind Climbing 〜風にあそばれて〜」のカップリング曲。
10. 三日月夜
11. 夕映えにゴスペル

- 作詞・作曲 ： 奥井亜紀
- 作詞 ： 鈴木県 / 奥井亜紀（M-7）
- 編曲 ： 小野寺明敏（M-1・3・6・8・9）、大村雅朗（M-2・5・10）、鶴来正基（M-4・7）、紅林弥生（M-11）

## 参加ミュージシャン
- 小野寺明敏
- 大村雅朗
- 鶴来正基
- 紅林弥生
- 鈴木県